# Ludność Siedlec

## LudnośćSiedlec
- 1939 – 41 000
- 1946 – 25 562 (spis statystyczny)
- 1950 – 25 322 (spis statystyczny)
- 1955 – 28 799
- 1960 – 32 587 (spis statystyczny)
- 1961 – 33 600
- 1962 – 34 600
- 1963 – 34 900
- 1964 – 35 600
- 1965 – 35 577
- 1966 – 36 000
- 1967 – 38 600
- 1968 – 38 900
- 1969 – 39 400
- 1970 – 39 280 (spis statystyczny)
- 1971 – 39 651
- 1972 – 40 600
- 1973 – 41 600
- 1974 – 42 512
- 1975 – 44 285
- 1976 – 46 600
- 1977 – 48 800
- 1978 – 50 500 (spis statystyczny)
- 1979 – 52 500
- 1980 – 54 821
- 1981 – 57 772
- 1982 – 59 619
- 1983 – 61 325
- 1984 – 62 934
- 1985 – 64 974
- 1986 – 66 687
- 1987 – 68 412
- 1988 – 69 106 (spis statystyczny)
- 1989 – 70 472
- 1990 – 71 963
- 1991 – 72 948
- 1992 – 72 963
- 1993 – 73 545
- 1994 – 73 817
- 1995 – 74 575
- 1996 – 74 996
- 1997 – 75 342
- 1998 – 75 613
- 1999 – 76 056
- 2000 – 76 454
- 2001 – 76 607
- 2002 – 76 686 (spis statystyczny)
- 2003 – 76 913
- 2004 – 77 017
- 2005 – 77 056
- 2006 – 77 051
- 2007 – 76 939
- 2008 – 77 185
- 2009 – 77 319
- 2010 – 76 303
- 2011 – 76 480 (spis statystyczny)
- 2012 – 76 393
- 2013 – 76 438
- 2014 – 76 603

## PowierzchniaSiedlec
- 1995 – 31,87 km²
- 2006 – 31,86 km²